# Самохвалово (Крым)
Самохва́лово (до 1948 года Шаку́л; укр. Самохвалове, крымскотат. Şaqul, Шакъул) — село в Бахчисарайском районе Республики Крым, в составе Почтовского сельского поселения (согласно административно-территориальному делению Украины — Почтовского поссовета Автономной Республики Крым).

## Население
| 2001 | 2014 |
| ---- | ---- |
| 558  | ↘545 |

Всеукраинская перепись 2001 года показала следующее распределение по носителям языка:
| Язык             | Число жит. | Процент |
| ---------------- | ---------- | ------- |
| русский          | 270        | 48,39   |
| крымскотатарский | 233        | 41,76   |
| украинский       | 44         | 7,89    |
| Белорусский      | 3          | 0,54    |
| польский         | 1          | 0,18    |

### Динамика численности
| - 1864 год — 7 чел. - 1915 год — 28/0 чел. - 1926 год — 186 чел. - 1939 год — 76 чел. - 1989 год — 400 чел.. | - 2001 год — 558 чел. - 2009 год — 586 чел. - 2014 год — 545 чел. |

## Современное состояние
В Самохвалово 6 улиц и 3 переулка, площадь, занимаемая селом, 27,2 гектара, на которой в 199 дворах, по данным поссовета на 2009 год, числилось 586 жителей, ранее было одним из отделений совхоза им. Чкалова. В селе установлен бюст Героя Советского Союза Николая Самохвалова, уроженца села.

## География
Село Самохвалово расположено в северо-восточной части района, по левому берегу реки Альмы, у подножья горы Либекир, на пересечении речной долины с долиной между Внешней и Внутренней грядами Крымских гор, высота центра села над уровнем моря 157 м. Соседние сёла: Севастьяновка — рядом, за железной дорогой, Почтовое и Заветное — в 1 километре. Транспортное сообщение осуществляется по региональной автодороге 35Н-070 Почтовое — Самохвалово от шоссе 35Н-019 Новопавловка — Песчаное (по украинской классификации — С-0-10232).

## Транспорт
В селе находится железнодорожная платформа 1486 км, через которую следуют электрички на Севастополь и Симферополь. Железная дорога отрезает село от главных транспортных магистралей, поэтому, если по просёлку расстояние до райцентра 13 километров, то по шоссе около 26, как и до Симферополя.

## История
Историческое название села — Шакул, но сведений о существовании деревни пока не обнаружено (возможно, это название урочища). Впервые в документах название встречается в «Путеводителе путешественника по Крыму, украшенный картами, планами, видами и виньетами…» Шарля Монтандона 1833 года, как село Шакуль и имение господина Кола; на карте Петра Кеппена 1836 года и в судебном деле от 18 августа 1838 года местных землевладельцев — корнета Чабовского против владельца имения Шакул рижанина Кауля. На карте 1842 года хутор Кауля обозначен условным знаком «малая деревня», то есть, менее 5 дворов.
В 1860-х годах, после земской реформы Александра II, деревню приписали к Мангушской волости Симферопольского уезда. В «Списке населённых мест Таврической губернии по сведениям 1864 года», составленном по результатам VIII ревизии 1864 года, Шакул — владельческая дача при источнике безымянном, с 2 дворами и 7 жителями (на трёхверстовой карте Шуберта 1865—1876 года также обозначен хутор Кауля.
В «Памятной книге Таврической губернии» за 1867 год имения вдовы швейцарца Кауля и действительного статского советника Взметнева называются Шакул, там же он упомянут в списке населённых мест Альминской долины. В конце XIX века обозначалось на картах как усадьба.
После земской реформы 1890-х годов Шакул приписали к Тав-Бадракской волости. В «Списке населённых пунктов в Таврической губернии по сведениям 1909 года» числится селение Шакул-Бахчи. По Статистическому справочнику Таврической губернии. Ч.II-я. Статистический очерк, выпуск шестой Симферопольский уезд, 1915 год, в деревне Шакул Тав-Бодракской волости Симферопольского уезда, числилось 5 дворов с русским населением в количестве 28 человек приписных жителей". В общем владении было 108 десятин земли, все с землёй. В хозяйствах имелось 19 лошадей, 28 коров, 12 телят и жеребят и 14 голов мелкого скота.

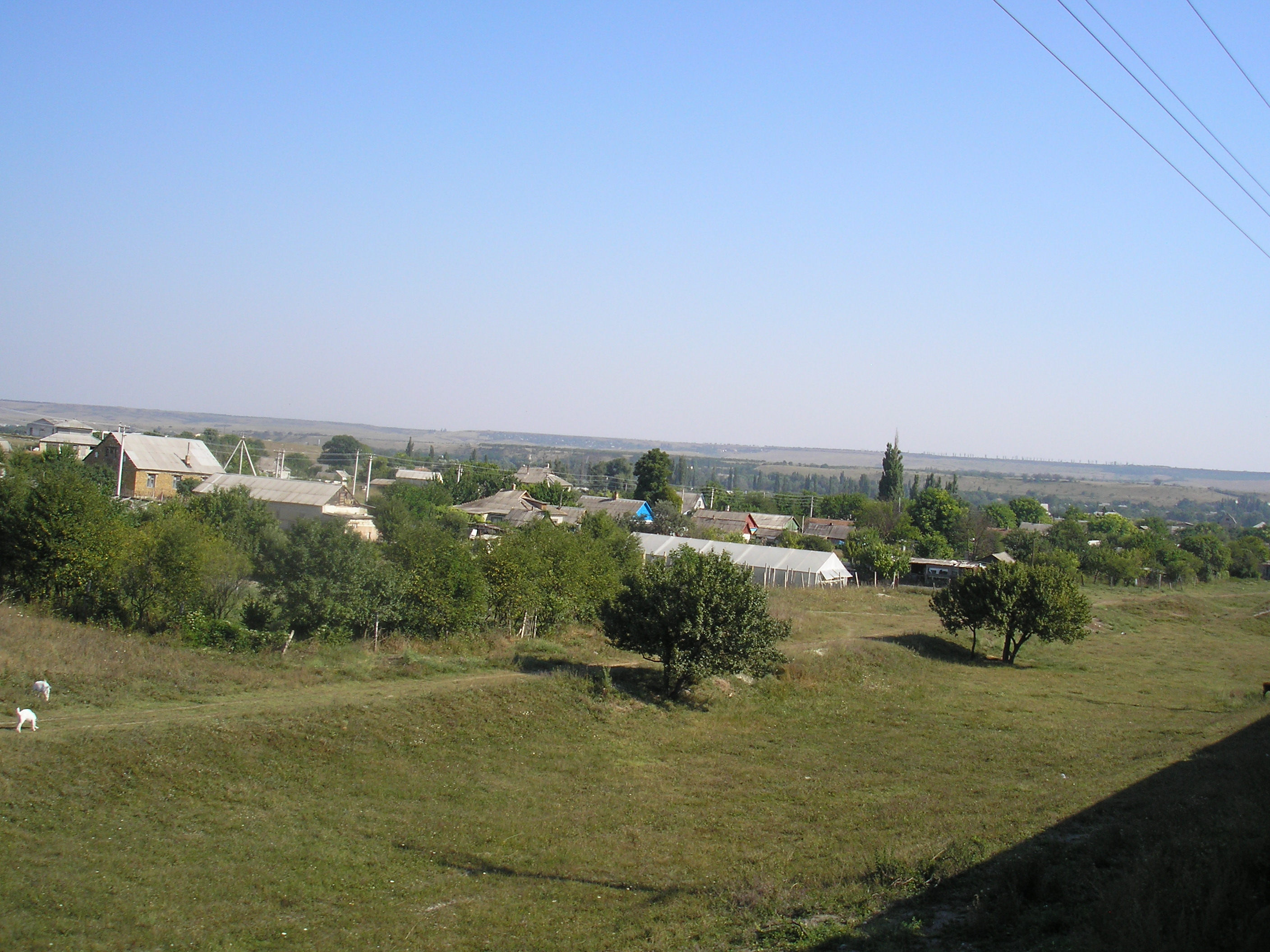
Самохвалово, вид на север

После установления в Крыму Советской власти, по постановлению Крымревкома от 8 января 1921 года была упразднена волостная система и село включили в состав вновь созданного Подгородне-Петровского района Симферопольского уезда, а в 1922 году уезды получили название округов. 11 октября 1923 года, согласно постановлению ВЦИК, в административное деление Крымской АССР были внесены изменения, в результате которых был ликвидирован Подгородне-Петровский район и образован Симферопольский и село включили в его состав. Согласно Списку населённых пунктов Крымской АССР по Всесоюзной переписи 17 декабря 1926 года, в селе Шакул (и одноимённом железнодорожном разъезде) Базарчикского сельсовета Симферопольского района, числилось 43 двора, из них 37 крестьянских, население составляло 186 человек (89 мужчин и 97 женщин). В национальном отношении учтено: 182 русских, 3 украинцев и 1 армянин. К 1940 году Шакул включили в состав Бахчисарайского района. По данным всесоюзная перепись населения 1939 года в селе проживало 76 человек.
В 1944 году, после освобождения Крыма от фашистов, 12 августа 1944 года было принято постановление № ГОКО-6372с «О переселении колхозников в районы Крыма» по которому в район планировалось переселить 6000 колхозников и в сентябре 1944 года в район приехали первые новосёлы (2146 семей) из Орловской и Брянской областей РСФСР, а в начале 1950-х годов последовала вторая волна переселенцев из различных областей Украины. С 25 июня 1946 года Шакул в составе Крымской области РСФСР.
Новое имя селу присвоено в честь уроженца села, Героя Советского Союза, лётчика Николая Самохвалова, 18 мая 1948 года указом Президиума Верховного Совета РСФСР. 26 апреля 1954 года Крымская область была передана из состава РСФСР в состав УССР. Когда Самохвалово переподчинили [Плодовскому сельсовету пока не установлено: на 15 июня 1960 года село числилось в его составе, а на 1968 год — вновь в составе Почтовского. По данным переписи 1989 года в селе проживало 400 человек. С 12 февраля 1991 года село в восстановленной Крымской АССР, 26 февраля 1992 года переименованной в Автономную Республику Крым. С 21 марта 2014 года в составе Крыма аннексировано Россией.